# Beasts of the Southern Wild
Beasts of the Southern Wild (bra: Indomável Sonhadora; prt: Bestas do Sul Selvagem) é um filme estadunidense de 2012, dos gêneros drama e fantasia, dirigido por Benh Zeitlin. O filme recebeu quatro indicações ao Óscar de 2013, inclusive aos prêmios de melhor filme e melhor diretor. Sua protagonista, Quvenzhané Wallis, é a mais jovem atriz a ser indicada ao prêmio de melhor atriz, com apenas nove anos de idade.

## Sinopse
Hushpuppy é uma menina que vive com seu pai doente em uma comunidade pobre da Luisiana. Quando uma forte tempestade atinge o povoado, uma realidade fantástica se abre para a menina, ao mesmo tempo em que busca encontrar a sua mãe desaparecida.[carece de fontes?]

## Elenco
- Quvenzhané Wallis … Hushpuppy
- Dwight Henry … Wink
- Levy Easterly … Jean Battiste
- Gina Montana … Miss Bathsheba
- Lowell Landes … Walrus
- Jonshel Alexander … Joy Strong
- Marilyn Barbarin … Cabaret singer
- Kaliana Brower … T-Lou
- Nicholas Clark … Sticks
- Henry D. Coleman … Peter T
- Philip Lawrence … Dr. Maloney